# Murra
Murra es un municipio del departamento de Nueva Segovia en la República de Nicaragua.

## Geografía
Murra se encuentra ubicado a una distancia de 296 kilómetros de la capital de Managua.
- Altitud: 776 m s. n. m.
- Superficie: 429.1 km²
- Latitud: 13° 46′ 0″ N
- Longitud: 86° 1′ 0″ O.

### Límites
El término municipal limita al norte con el municipio de Jalapa y la República de Honduras, al sur con el municipio de Quilalí, al este con el municipio de Wiwilí y al oeste con el municipio de El Jícaro.

## Historia
Murra tiene su origen en el pueblo mineral de Murra. En 1867 obtuvo el derecho a elegir funcionarios locales y en 1870 consiguieron una comisaría de policía local. El municipio fue fundado en 1872 por una ruptura de El Jícaro.
En el municipio de Murra Nueva Segovia existen dos principales religiones que son : 
El catolicismo 
El protestantismo . Entre estas iglesias evangélicas están: las iglesias Asambleas de Dios que hay casi en toda la región de este municipio De murra es predicar un mensaje de paz 
Las iglesias pentecostal M. I también hay casi en toda la región de este municipio la metaes llevar las buenas noticias 
Las iglesias Bautista: hay en algunos lugares de este municipio es llevar el mensaje de Salvación 
Las Iglesias de Santidad Asambleas del Cordero ISAAC : En pocos lugares de este municipio de murra N.S en Murra en Quebrada Helada en San Pablo Abajo y en Guapinolito : la meta es llevar a cabo un mensaje de Santidad predicar la Sana doctrina interna como externa 
Toda la población pertenece a una de estas dos religiones ya sea catolicismo o protestantismo

## Demografía
Murra tiene una población actual de 20,001 habitantes. De la población total, el 51.4% son hombres y el 48.6% son mujeres. Casi el 12.6% de la población vive en la zona urbana.

## Economía
La economía del municipio está centrada en el cultivo de granos básicos, café, la producción de leche y sus derivados, crianza de ganado porcino y bovino, y la minería.

## Festividades

### Fiestas patronales
La patrona del municipio es la advocación mariana de la Virgen del Perpetuo Socorro que el municipio celebra el día 24 de marzo.